# Wacław Suchowiak
Wacław Ludwik Suchowiak (ur. 16 sierpnia 1876 w Buku, zm. 9 lipca 1950 w Milanówku) – polski inżynier mechanik.

## Życiorys
Po ukończeniu w 1895 gimnazjum św. Marii Magdaleny w Poznaniu rozpoczął półroczną pracę we wrocławskich warsztatach kolejowych, a następnie wyjechał do Berlina, gdzie studiował na Wydziale Budowy Maszyn w Wyższej Szkole Technicznej. Po ukończeniu nauki w 1900 praktykował w zarządzie portu w Bremie i dyrekcji kolejowej w Hanowerze, wówczas ujawnił swój talent konstruktorski. W 1902 wziął udział w konkursie zorganizowanym przez Verein Deutscher Maschineningenieure na projekt urządzenia do przeładunku węgla z wagonów kolejowych na statki rzeczne, wygrał go i otrzymał złoty medal Beutha oraz środki finansowe na wyjazd zagraniczny związany z edukacją. Wyjechał do Stanów Zjednoczonych, gdzie zapoznawał się z najnowszymi rozwiązaniami konstrukcyjnymi m.in. do rozładunku rudy. W 1904 powrócił Berlina i przez dwa lata pracował w tamtejszym urzędzie patentowym, w styczniu 1906 wyjechał do Düsseldorfu, gdzie pracował w warsztatach kolejowych, następnie przez krótki czas pracował w Dortmundzie i Witten. Pod koniec marca 1909 przeniósł się do Sanoka, gdzie podjął pracę w charakterze doradcy w Pierwszym Galicyjskim Towarzystwie Akcyjnym Budowy Wagonów i Maszyn. W marcu został przeniesiony ze stanowiska drugiego dyrektora sanockiej fabryki do Szkoły Politechnicznej we Lwowie, a 1 października 1911 uzyskał tytuł profesora zwyczajnego ogólnej nauki o maszynach, objął tam Katedrę Maszynoznawstwa Ogólnego po tym, jak 11 sierpnia 1911 został mianowany przez cesarza Franciszka Józefa. Równocześnie został członkiem Towarzystwa Politechnicznego oraz współredaktorem Czasopisma Technicznego, rok później został wybrany na dwuletnią kadencję do zarządu głównego. W styczniu 1914 stanął na czele Katedry Budowy Maszyn Dźwigowych na Wydziale Budowy Maszyn, rok później wyjechał wraz z rodziną do Kamieńskiego, gdzie pracował jako konstruktor maszyn dźwigowych i transportowych w tamtejszej Hucie Dnieprowskiej. W 1916 otrzymał funkcję kierownika biura budowy fabryki wagonów, ale po wybuchu rewolucji październikowej powrócił do huty jako kierownika biura technicznego. Był autorem kompletnej dokumentacji technicznej budowy fabryki wagonów, która powstała przy Hucie Dnieprowskiej. Do Lwowa powrócił w lipcu 1919, w Szkole Politechnicznej ponownie zajął wcześniejsze stanowisko. W lipcu 1920 wnioskiem Ministra Przemysłu i Handlu został prezesem Urzędu Patentowego Rzeczypospolitej Polskiej, sprawował do stanowisko do 31 sierpnia 1921. Był również przewodniczącym komisji podnośników przy Polskim Komitecie Normalizacyjnym i członkiem rady technicznej do spraw morskich przy Ministerstwie Przemysłu i Handlu. Po powrocie do Lwowa wykładał budowę maszyn dźwigowych i transportowych, budowę wyciągów przemysłu naftowego oraz prawodawstwo patentowe, w roku akademickim 1922/1923 pełnił funkcję dziekana Wydziału Mechanicznego. Poza pracą dydaktyczną był rzecznikiem patentowym. W kwietniu 1926 zamieszkał w Warszawie, od 9 kwietnia tego roku kierował Katedrą Dźwignic na Wydziale Mechanicznym Politechniki Warszawskiej. W roku akademickim 1930/1931 był delegatem wydziału do senatu akademickiego, od 1931 do 1933 był dziekanem Wydziału Mechanicznego. W 1937 przeszedł na emeryturę, mimo to prowadził wykłady zlecone na Wydziale Mechanicznym i elektrycznym Politechniki Warszawskiej. Po wybuchu II wojny światowej pozostał w Warszawie, od 1942 wykładał w jawnej Państwowej Wyższej Szkole Technicznej. Po powstaniu warszawskim zamieszkał w Łodzi, gdzie po wyzwoleniu należał do organizatorów Katedry Dźwignic Politechniki Łódzkiej, przez dwa lata był też jej kierownikiem. W 1947 zamieszkał w Milanówku, powrócił do pracy na Politechnice Warszawskiej, gdzie od roku akademickiego 1947/1948 do śmierci kierował Katedrą Dźwignic. Zmarł w Milanówku, spoczywa na tamtejszym cmentarzu.